# Rollo Armstrong
Rowland Constantine O'Malley Armstrong, detto Rollo (Kensington, 29 aprile 1966), è un produttore discografico e polistrumentista britannico.
Fratello di Dido, è noto soprattutto per la sua carriera con i Faithless.

## Biografia
È fratello della cantante Dido, con la quale ha collaborato, nelle vesti di produttore, alla realizzazione dei suoi album più venduti.
Nel 1991 ha fondato l'etichetta discografica Cheeky Records.
Nel 1995 ha cofondato il gruppo Faithless insieme a Sister Bliss, Jamie Catto e Maxi Jazz.
Nel 1996 ha coprodotto l'album di debutto di Kristine W Land of the Living.
Tra il 2000 ed il 2005 ha pubblicato due album e una ristampa con un gruppo chiamato Dusted, che in realtà è stato un progetto portato avanti con un altro produttore, ovvero Mark Bates. I due album sono When We Were Young (2001) e Safe from Harm (2005).
Ha ricevuto la candidatura per l'Oscar alla migliore canzone nel 2011 per If I Rise insieme a Dido e A.R. Rahman. La canzone fa parte della colonna sonora del film 127 ore.
Fin dagli anni '90 ha effettuato numerosi remix e produzioni anche in collaborazione con Rob Dougan.